# 1713
1713 (MDCCXIII) je bilo navadno leto, ki se je po gregorijanskem koledarju začelo na nedeljo, po 11 dni počasnejšem julijanskem koledarju pa na sredo.

## Dogodki
- 1. januar

## Rojstva
- 7. maj - Alexis Claude Clairaut, francoski matematik, astronom († 1765)
- 5. oktober - Denis Diderot, francoski pisatelj, filozof († 1784)

Neznan datum
- Džezajirli Gazi Hasan Paša, osmanski general, veliki admiral in veliki vezir († 1790)

## Smrti
- 4. februar - Anthony Ashley Cooper, tretji grof Shaftesburijski, angleški politik in filozof (* 1671)